# Fiche de lecture (recueil)
Fiche de lecture est un recueil de Sacha Béhar et Augustin Shackelpopoulos, paru en 2017 aux éditions Marabout,.
L'ouvrage est composé de 120 critiques littéraires parodiques, et s'inspire directement de la web-série du même nom présentée par le duo entre 2014 et 2017 sur YouTube,,.

## Résumé
Ouvertement parodique et détournant les codes de la critique littéraire, Fiche de lecture aborde des classiques comme des romans de gare en proposant des critiques décalées et impertinentes. Dans chacune d'entre elles, un humour noir et absurde éloigne généralement la critique de son objet d'étude original. Ainsi, les thèmes abordés sont, entre autres, le suicide, le nazisme, l'inceste et le racisme.

## Édition
- Sacha Béhar et Augustin Shackelpopoulos, Fiche de lecture, éditions Marabout, 2017, 253 p.  (ISBN 978-2-501-08698-1)